# Ridser, revner & buler
Ridser, revner & buler er Gnags' 18. studiealbum, udgivet i 2000 på pladeselskabet RecArt som det første Gnags-album siden debutalbummet På vej fra 1973, der ikke er udgivet på Genlyd Grammofon. Albummet er indspillet uden Per Chr. Frost og Jens G. Nielsen, der begge forlod bandet i 1996. Mika Vandborg og Bastian Sjelberg medvirker begge på pladen, men blev først fuldgyldige bandmedlemmer i forbindelse med det efterfølgende album, Skønhedspletter fra 2002. På Ridser, revner & buler suppleredes Gnags' udtryk bl.a. med et strejf af electronica, hvilket f.eks. kan høres i titelnummeret og "Nyt årtusinde".
Albummet fik en forbeholden modtagelse i musikmagasinet Gaffa, hvor anmeldelsen tildelte pladen tre ud af seks stjerner. Den konstaterede bl.a.: "Musikalsk er det længe siden, at Gnags stod for det forfriskende og nye", mens afrundingen lød: "Med Ridser, Revner & Buler viser Gnags, at de stadig kan det, de altid har kunnet, og så heller ikke mere." Mere positiv var Torben Bille i Information, der indledte sin anmeldelse med ordene "Gnags genfinder storformen og sig selv på en plade, der gør op med tidens værdifrie refrainer og rockens ungdomsfiksering".

## Numre
1. "Gnister i granitten" (4:22)
2. "Ridser, revner & buler" (4:07)
3. "Cocktailshaker" (4:45)
4. "Pludselig" (3:53)
5. "Nyt åtusinde" (3:47)
6. "Fløjtesang" (3:20)
7. "Så er det godt at ha' venner" (4:04)
8. "Nu slikker solens sidste stråler" (4:16)
9. "Under fuldmånens strålende perle" (3:00)
10. "Every time it rains" (4:04)
11. "Efterår" (3:42)
12. "Lissom solen igen efter regnen" (4:35)

Tekst og musik: Peter A.G. Nielsen

## Hitliste
| Hitliste (2000) | Højeste placering |
| --------------- | ----------------- |
| Danmark         | 4                 |